# LM-49
LM-49/LP-49 − wysokopodłogowy, jednokierunkowy tramwaj wyprodukowany przez zakłady PTMZ mieszczące się w Leningradzie (dzisiejszy Petersburg).

## Konstrukcja
Tramwaje LM/LP-49 były jednokierunkowe, jednostronne, wysokopodłogowe o długości 15 m. Konstrukcja tramwaju jest stalowa, natomiast we wnętrzu zastosowano wykończenie drewnem. Siedzenia w LM/LP-49 są miękkie w układzie 2+1. Do wagonu wchodzi się trzema parami dwuskrzydłowych drzwi. W późniejszym czasie wbudowano układ niskiego napięcia. Zasilał on kierunkowskazy oraz oświetlenie. 

## Eksploatacja
Tramwaje silnikowe LM-49 i doczepne LP-49 zaczęto produkować w 1949. Łącznie wyprodukowano 400 tramwajów LM-49 z czego 287 wyprodukowano dla Petersburga, a pozostałe 113 dla miast: Mińsk, Magnitogorsk, Niżny Nowogród i Nowokuźnieck. Wagonów LP-49 wyprodukowano 268 dla Petersburga oraz 46 dla Niżnego Nowogrodu. Ostatnie tramwaje wycofano z eksploatacji w latach 1982 − 1983. Do dzisiaj zachowały 3 tramwaje LM-49 po jednym w Mińsku, Niżnym Nowogrodzie i Petersburgu oraz jeden tramwaj LP-49 w Petersburgu.